# Ferrara–Rimini-vasútvonal
A Ferrara–Rimini-vasútvonal egy 3000 V egyenárammal villamosított normál nyomtávolságú, 123 km hosszúságú vasútvonal Olaszországban Emilia-Romagna régióban Ferrara és Rimini között. A vonalat az Rete Ferroviaria Italiana kezeli, a járatokat a Ferrovie Emilia Romagna és a Trenitalia üzemelteti.

## Forgalom
A vonalat a FER és a Trenitalia üzemelteti. A távolsági forgalomban csak a napi Intercity Notte vonatpár és a Ravennát Rómával összekötő alkalmi Eurostar-Italia vonatok szolgálják ki. A távolsági vonatok megállnak Ravennában és Riminiben. Egyébként elsősorban a regionális forgalmat szolgálja ki. Ferrara és Rimini között azonban nincs közvetlen vonatjárat. A Ferrara-Rimini szakaszért a FER, a Ravenna és Rimini közötti déli szakaszért a Trenitalia felel. A Trenitalia a vonatjáratok egy részét Rimininin túl Pesaróval, Ravennán túl pedig Bologna Centrale-lal köti össze. Ez utóbbi tehát a Rimini-Bologna fővonal alternatívája Forlí-n keresztül.

## Jelentősége
Különösen a Ravenna és Rimini közötti déli szakasz fontos a turizmus szempontjából. Itt a vonal az Adriai-tenger partján halad, és olyan tengerparti üdülőhelyeket köt össze az országos vasúthálózattal, mint Viserba, Bellaria, Gatteo a Mare vagy Cesenatico; Riminiben a regionális vonatok ráadásul az országos távolsági járatokra is átszállást biztosítanak.